# Perila
Perila is een plaats in de Estlandse gemeente Raasiku, provincie Harjumaa. De plaats heeft de status van dorp (Estisch: küla).

## Bevolking
Het dorp had 102 inwoners op 31 december 2011 en 100 inwoners op 31 december 2021.

### Geboren
- Gustav Ernesaks (1908) componist en dirigent